# Aurel Baranga

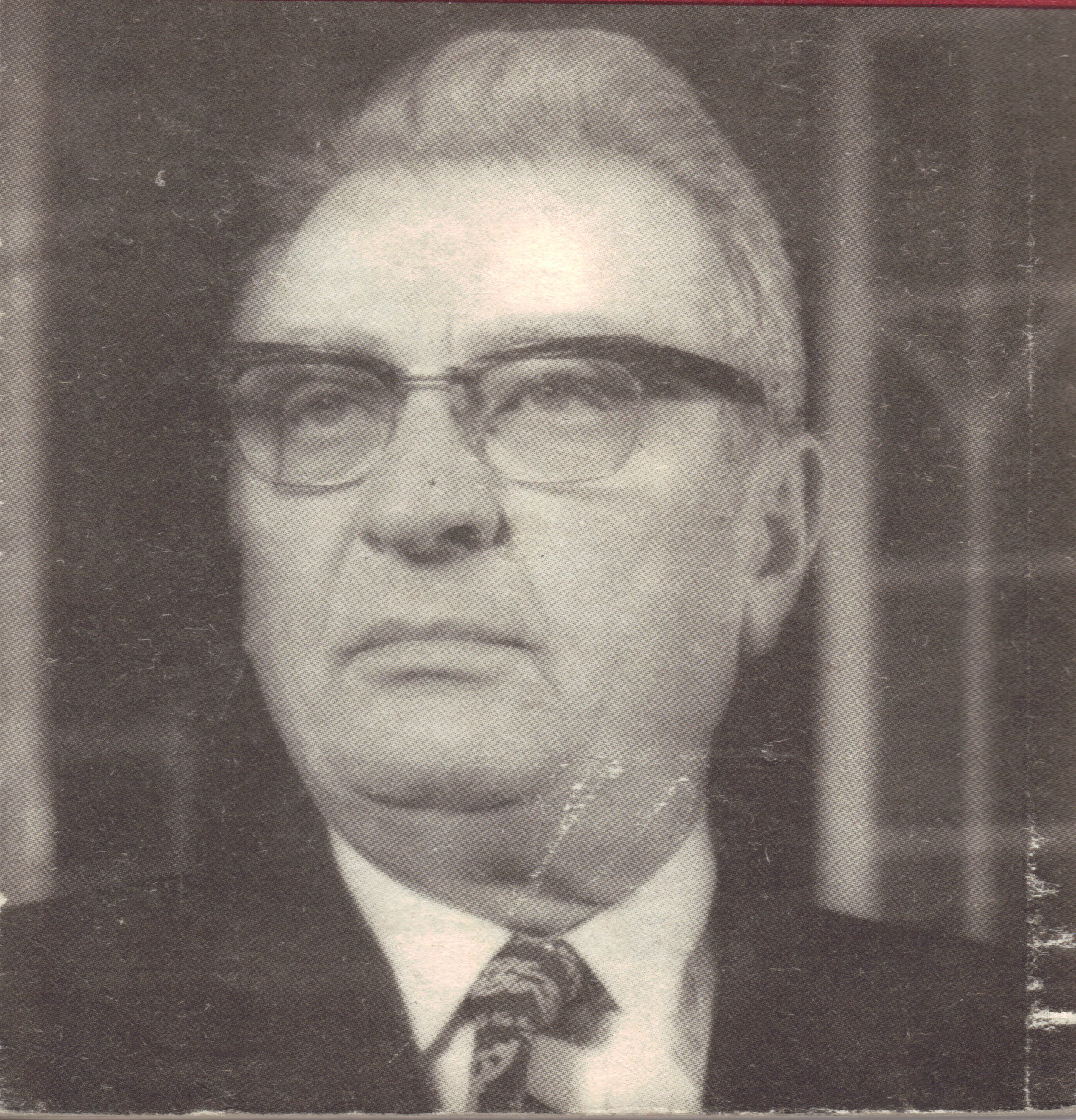
Aurel Baranga

Ioan Aurel Baranga (născut Aurel Leibovici, n. 20 iunie 1913, București – d. 10 iunie 1979, București) a fost un poet și dramaturg român de origine evreiască.

## Biografie
A obținut bacalaureatul la Liceul „Matei Basarab” din București în 1931 și a absolvit Facultatea de Medicină în 1938.
Baranga a debutat cu versuri în revista Bilete de papagal a lui Tudor Arghezi. Aurel Baranga a editat, împreună cu Gherasim Luca, Paul Păun și Sesto Pals, revista de avangardă Alge. Scriitorul a colaborat la revista de avangardă unu, editată de Sașa Pană și Moldov. În 1948, a scris textul imnului României comuniste din anii 1948-1953 "Zdrobite cătușe", muzica fiind compusă de Matei Socor. Tot în 1948, Aurel Baranga a primit ca „sarcină de partid” să înființeze revista de satiră și umor Urzica. Din 1949 și până la sfârșitul vieții (10 iunie 1979) a fost redactor-șef la Urzica.
În anii 1969-1974 a fost membru în Comitetul Central al Partidului Comunist Român. Conform ar fi locuit în Israel in anii 1970.

## Viață personală
A fost căsătorit cu actrița Marcela Rusu, fosta soție a lui Alexandru Bârlădeanu. Aurel Baranga a avut un fiu, Harry Baranga.

## Opere
- Poeme în abis, 1933
- Ninge peste Ucraina, 1945
- Marea furtună, Fundația pentru literatură și artă, București, 1946
- Bal în Făgădău, comedie proletcultistă, 1946
- Vocea Americii, 1948
- Recolta de aur, 1949
- Sufletul arendășoaiei, 1949
- Iarbă rea. Piesă în trei acte, Editura de stat, București, 1949 (prefațată de Sanda Diaconescu)
- Pentru fericirea poporului, în colaborare cu Nicolae Moraru (acel „rusificator al culturii românești”[11]), 1950
- Bulevardul Împăcării, 1950
- Voința de pace a popoarelor nu poate fi înfrântă, 1951
- L'ivraie, Éditions "Le Livre", București, 1952
- Ill weed (Iarbă rea), piesă în trei acte, "The Book" Pub. House, București, 1952
- Teatru: Iarbă rea. Pentru fericirea poporului. Bulevardul Împăcării. Într-o noapte de vară. Cântecul libertății. Mielul turbat, Editura de stat pentru literatură și artă, București, 1953
- Mielul turbat. Comedie în trei acte, Consiliul Central al Sindicatelor, București, 1954
- Arcul de triumf, 1954
- Rețeta fericirii sau "Despre ceva ce nu se vorbește". Piesă în trei acte, ESPLA, București, 1957
- Teatru, ESPLA, București, 1959 (2 vol.)
- Adam și Eva, 1963
- Sfântul Mitică Blajinul, 1965
- Fii cuminte, Cristofor!, 1965
- Opinia publică, 1967
- Comedii: Bulevardul Împăcării. Mielul turbat. Rețeta fericirii. Siciliana. Adam și Eva. Opinia publică, Editura pentru Literatură, București, 1967
- Poezii, Editura pentru Literatură, București, 1968
- Interesul general, 1971
- Tipuri și tertipuri. Dosar de fișe pentru o eventuală caracterologie socială, Editura Politică, București, 1971
- Simfonia patetică, epopee dramatică în două părți și 10 tablouri, Colecția Rampa, Editura Eminescu, București, 1974 (prezentare grafică de Armand Crintea)
- Teze și paranteze. Articole din ziare și publicații periodice între 1970 și 1973, Editura Eminescu, București, 1974
- Viața unei femei, dramă politică în două părți, Colecția Rampa, Editura Eminescu, București, 1976, (prezentare grafică de Armand Crintea)
- Satirice, Editura Eminescu, București, 1977 (cuvânt înainte de Nicolae Balotă)
- Fabule, Editura Eminescu, București, 1977 (copertă de Petre Hagiu și pseudo-prezentare de Șerban Cioculescu)
- Jurnal de atelier, eseuri, Editura Eminescu, București, 1978

## În alte limbi
- A dudva („Iarbă rea”), traducere în limba maghiară de Andor Karács, București, 1950.[12]

## Premii și distincții
- Medalia „A cincea aniversare a Republicii Populare Române” (24 decembrie 1952) „pentru lupta și munca duse în vederea făuririi, consolidării și prosperării Republicii Populare Române”[13]
- Ordinul Muncii clasa a II-a (9 iunie 1954) „pentru merite deosebite în domeniul creației literare”[14]
- Ordinul „23 August” clasa a IV-a (12 august 1959) „pentru activitate rodnică în dezvoltarea științei și culturii din Republica Populară Romînă”[15]
- Medalia „40 de ani de la înființarea Partidului Comunist din Romînia” (6 mai 1961) „pentru merite în activitatea de partid și întărirea regimului democrat-popular”[16]
- Ordinul Muncii clasa I (23 octombrie 1963) „pentru merite deosebite în muncă și în domeniul creației literare, [...] cu prilejul împlinirii vîrstei de 50 de ani”[17]
- Ordinul „Steaua Republicii Socialiste România” clasa a II-a (4 mai 1971) „cu prilejul aniversării a 50 de ani de la constituirea Partidului Comunist Român, [...] pentru merite deosebite în opera de construire a socialismului”[18]
- Ordinul „Steaua Republicii Socialiste România” clasa I (19 iunie 1973) „pentru activitate îndelungată și merite deosebite în domeniul creației literare, cu prilejul împlinirii vîrstei de 60 de ani”[19]
- Premiul de stat al Republicii Socialiste Romania

## Scenarii de film
- Viața învinge (1950, Dinu Negreanu)
- Premiera (1976)